# Nicola Vicentino
Pour les articles homonymes, voir Vicentino.
Nicola Vicentino, né en 1511 et mort en 1575 (ou 1576) est un théoricien de la musique et compositeur de la Renaissance. Il est considéré comme l'un des musiciens les plus visionnaires de son époque, et compte parmi ses inventions un clavier à micro-intervalles.

## Biographie
On sait peu de choses sur le début de sa vie. Né à Vicence, il aurait étudié avec Adrien Willaert dans la ville voisine de Venise. Il s'intéresse tôt à la renaissance humaniste alors en cours, dont l'étude de la théorie et la pratique de la musique grecque antique, sur laquelle on avait alors peu d'éléments, alors progressivement redécouverts par des savants comme Girolamo Mei et Gian Giorgio Trissino.
Dans les années 1530, ou bien au début des années 1540, il s'installa à Ferrare, qui allait devenir en Italie le centre de la musique séculaire expérimentale pour la deuxième moitié du XVIe siècle. Il fut apparemment le professeur de musique auprès du duc d'Este, et certaines de ses compositions furent jouées à la cour de Ferrare.
À la fin des années 1540, sa renommée de théoricien de la musique grandit. Il s'est fait un nom en tant que compositeur après la publication d'un livre de madrigaux à Venise en 1546. En 1551, il a un débat avec Vicente Lusitano, dans ce qui est un des événements clefs dans l'évolution de la théorie musicale du XVIe siècle. Le sujet de ce débat portait sur les relations entre les genres musicaux dans la Grèce antique et la pratique musicale contemporaine. Plus particulièrement, il s'agissait de déterminer si la musique contemporaine pouvait être déterminée par la seule échelle diatonique comme Lusitano le soutenait, ou bien, comme l'affirmait Vicentino, si elle pouvait plutôt être décrite comme une combinaison des gammes diatonique, chromatique et enharmonique, cette dernière comprenant un micro-intervalle. Ce débat ne ressemblait pas vraiment aux autres qui se tenaient entre des musicologues qui leur étaient contemporains, mais était plutôt comme un concours présidé par des juges, qui récompensèrent Lusitano. Sûr de lui malgré sa défaite, Vincentino continue ses expériences et conçut l'archicembalo, instrument pouvant produire la musique décrite dans ses ouvrages. Un seul exemplaire datant de la Renaissance, de clavier possédant 31 notes dans une octave, nous est parvenu : il s'agit du Clavemusicum Omnitonum Modulis Diatonicis Cromaticis et Enearmonicis, construit par Vito Trasuntino de Venise en 1606, permettant de jouer le diatonique, le chromatique et l'enharmonique. L'instrument est aujourd'hui exposé au Musée international et bibliothèque de la musique de Bologne.
Après un court séjour à Rome, Vicentino retourne à Ferrare, puis s'installe à Sienne. En 1563, il devient maestro di cappella à la cathédrale de Vicence, et retourne de fait dans sa ville natale. Il n'y reste que peu, ayant accepté un poste à Milan en 1565. Vers 1570, il a des échanges avec la cour bavaroise à Munich, mais il se peut qu'il ne s'y soit jamais rendu. Il meurt à Milan durant la peste de 1575-1576, mais sa date de décès exacte est inconnue.

## Œuvre

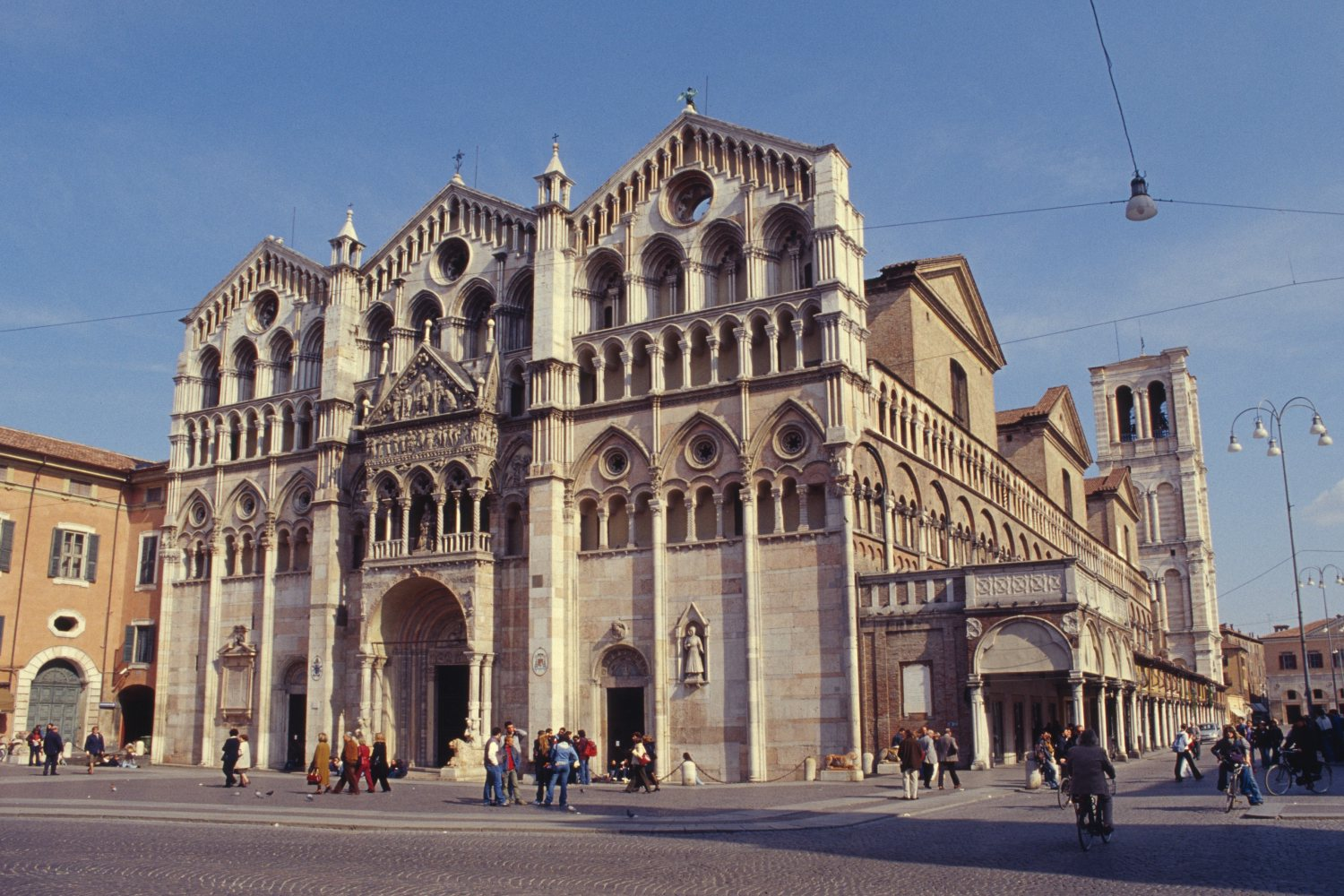
Cathédrale de Ferrare. Ferrare fut le principal lieu d'expérimentation du genre chromatique dans la seconde moitié du XVIe siècle.

Bien que Vicentino soit connu comme compositeur, ayant écrit deux livres de madrigaux et motets dans un style harmonique sophistiqué, c'est son œuvre de théoricien de la musique qui a fait sa renommée.
En Italie, dans les années 1550, il y eut un engouement pour la composition chromatique, nourri en partie par le mouvement dit de la Musica reservata, et par la recherche sur la musique grecque antique, dont les modes et les genres. Des compositeurs, parmi lesquels Cipriano de Rore, Orlande de Lassus, écrivirent une musique qu'il était impossible de chanter juste sans avoir un système pour ajuster d'une manière ou d'une autres le ton des intervalles chromatiques. Plusieurs théoriciens, dont Vicentino, s'attaquèrent au problème.
En 1555, il publie son ouvrage le plus célèbre, L'antica musica ridotta alla moderna prattica (La musique ancienne adaptée à la pratique moderne), dans lequel il explique totalement ses idées pour relier la théorie et la pratique musicale dans la Grèce antique avec les œuvres de son temps. Il y développe et justifie une grande partie des idées qu'il avait déjà présentées lors de son débat avec Lusitano. On ne sait pas si Lusitano tenta de réfuter les développements théoriques étendus de Vicentino, néanmoins l'ouvrage de Vicentino influença le groupe de madrigalistes œuvrant à Ferrare pendant les deux décennies qui suivirent, dont Luzzasco Luzzaschi et Carlo Gesualdo.
Vicentino produit également des œuvres originales sur la notion de nuance. Il a été l'un des premiers théoriciens, si ce n'est le premier, à avoir mentionné l'intensité comme paramètre expressif. Dans L'antica musica ridotta alla moderna prattica, il mentionne que la force du chant doit respecter scrupuleusement le texte et le passage chanté.

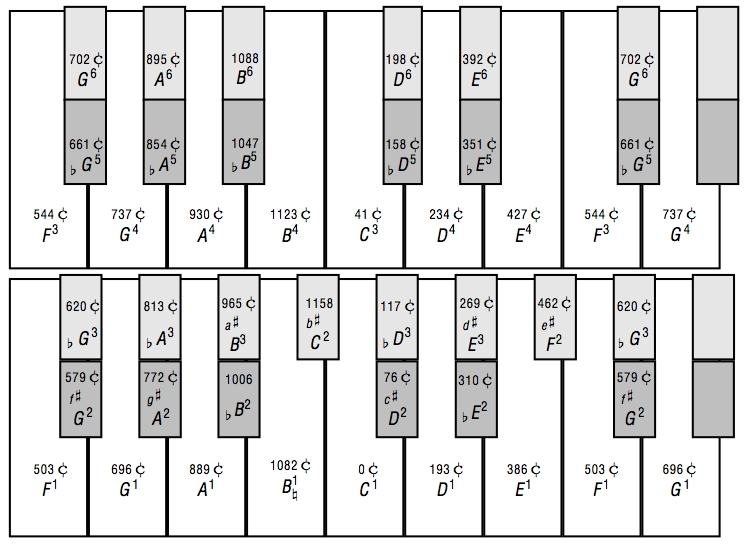
Clavier de l'archicembalo.

L'invention la plus célèbre de Vicentino est l'archicembalo, un clavier de type épinette comprenant trente et une touches par octave. En utilisant ce clavier, il est possible de jouer des intervalles acoustiquement satisfaisants quelle que soit la tonalité et, de ce fait, de la musique récemment composée en style chromatique pouvait être jouée sur le clavier. Plus tard, il utilisa la même configuration de clavier sur l'arciorgano, un clavier à microtonalité pour orgue. Bien que ces claviers n'aient pas connu un grand succès, ils offrirent un moyen de jouer de la musique en tempérament mésotonique quelle que soit la tonalité.  Le moyen habituel pour moduler, sur un clavier, dans toutes les tonalités fut par la suite de diviser l'octave en douze parties égales (c'est la gamme tempérée à douze intervalles égaux), division dans laquelle les tierces majeures et mineures sont peu satisfaisantes. La solution de Vicentino divise l'octave en 31 parties égales, donnant une bonne intonation aux tierces et sixtes, mais des quintes un peu réduites, donc battant légèrement.

### Monographies
- (en) Patrizio Barbieri, Enharmonic instruments and music, 1470-1900 : Revised and translated studies, Latina, Il Levante Libreria Editrice, 2008, 616 p. (ISBN 978-88-95203-14-0)
- (en) Henry W. Kaufmann, The Life and Works of Nicola Vicentino, American Institute of Musicology, 1966 (OCLC 906570)
- (en) Nicola Vicentino, Claude V. Palisca (édition) et Maria Rika Maniates (traduction, introduction et notes), Ancient Music Adapted to Modern Practice : Translated, with Introduction and Notes, by Maria Rika Maniates, Yale University Press, 1996, 487 p. (ISBN 978-0-300-06601-2, lire en ligne)
- (en) Timothy R. McKinney, Adrian Willaert and the Theory of Interval Affect : The "Musica Nova" Madrigals and the Novel Theories of Zarlino and Vicentino, Burlington, Ashgate, 2010
- (en) Karol Berger, Theories of Chromatic and Enharmonic Music in Late 16th Century Italy, Ann Arbor, UMI Research Press, 1980
- (de) Manfred Cordes, Nicola Vicentinos Enharmonik Musik mit 31 Tönen, Graz, Akademische Druck und Verlagsanstalt, 2007

### Articles
- (en) Jonathan Wild, « Genus, Species and Mode in Vicentino's 31-tone Compositional Theory », Music Theory Online, vol. 20, no 2,‎ juin 2014
- * (en) Timothy R. McKinney, « Point/counterpoint: Vicentino's musical rebuttal to Lusitano », Early Music, vol. 33, no 3,‎ août 2005, p. 393-411